# Маевская, Валентина Григорьевна
Валенти́на Григо́рьевна Мае́вская (укр. Валенти́́на Григо́рівна Має́вська, 3 октября 1929, Киев — 18 октября 2015, Киев) — советский и украинский архитектор, кандидат технических наук, профессор, Заслуженный архитектор УССР, Заслуженный строитель Украины.

## Биография
Валентина Маевская родилась 3 октября 1929 года в Киеве в интеллигентной семье у инженера Григория Феодосьевича Маевского и медсестры Антонины Григорьевны Маевской.

## Проекты
Автор проектов:
- Генеральный план Днепра (1964, в соавторстве)
- Дендропарк «Аскания-Нова» (1967);
- Генеральный план города Покров Днепропетровской области;
- Генеральный план города Переяслав (1973);
- Планирование района заповедника «Поле Полтавской битвы» в Полтаве;
- Генеральный план города Вараш;
- План парка «Юбилейный»;
- Генеральный плана Корюковки (1991).

Автор реконструкций:
- Парк Партизанской Славы (1978);
- Первомайский парк (1981).